# 쿠르트 에델하겐

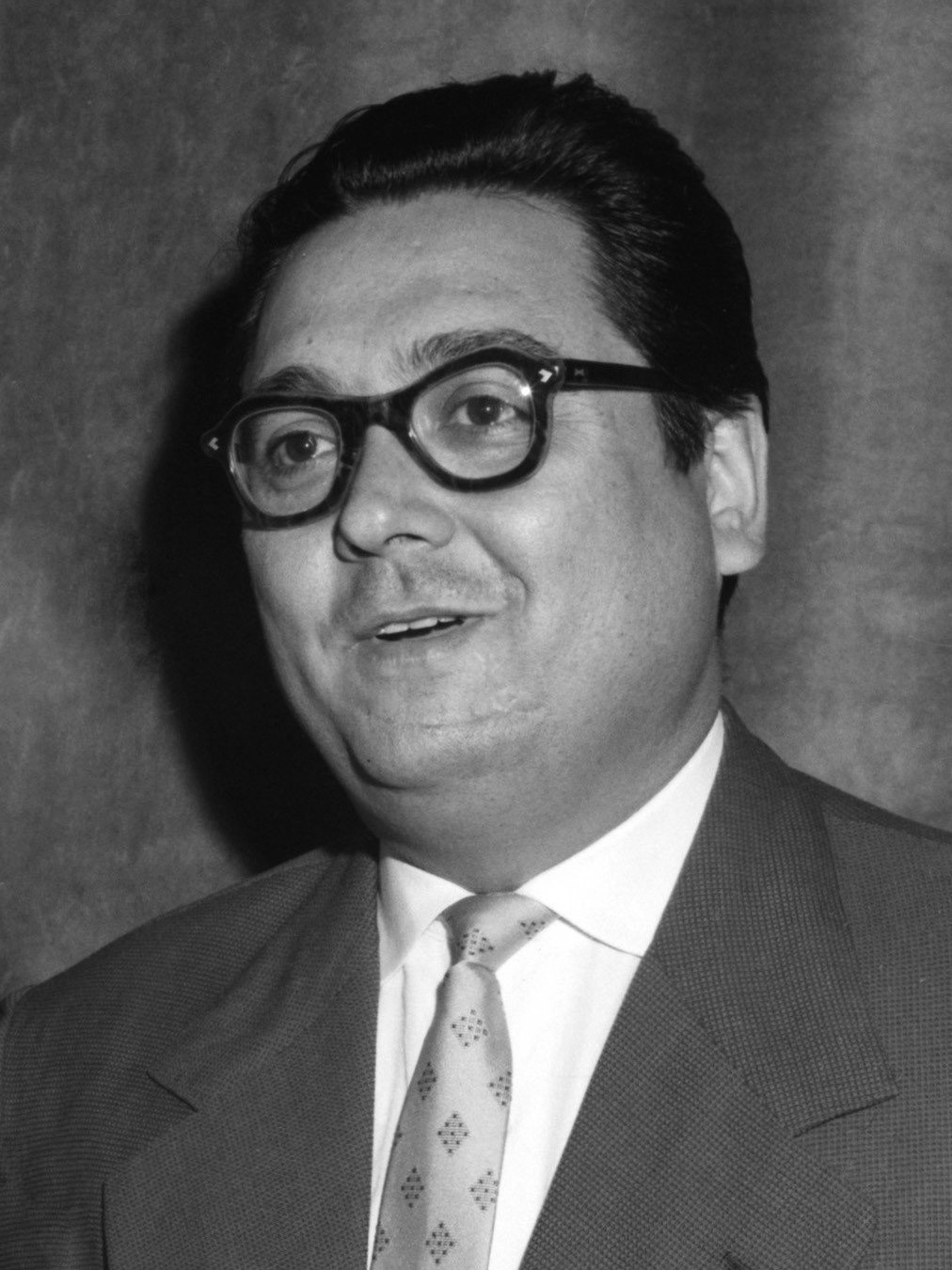

쿠르트 에델하겐(Kurt Edelhagen, 1902년 6월 5일 ~ 1982년 2월 8일)은 독일의 가수이다. 베스트팔렌에서 태어났다. 전후에 악단을 결성한 뒤 1950년대부터 방송국을 무대로 활약하여 독일에서 일류의 스윙 밴드가 되었다. 또한, 유럽 각지를 순회하여 덴마크, 노르웨이, 스웨덴에서 공연을 하였으며, 그 연주는 모던한 솔리스트도 곁들여 항상 진보적인 스윙으로 인기가 높다. 가수 카테리나 발렌테를 발굴하여 가수로 육성하였다.